# 國立新豐高級中學
國立新豐高級中學，簡稱新豐高中，位於臺南市歸仁區，為南台灣一所男女均收的高級中學。新豐高中校地有八公頃，學生將近一千人。

## 歷史
- 1929年（昭和4年）3月27日：新豐地方人士創設「歸仁農業補習學校」，設二年制本科一班。
- 1935年8月：改校名為歸仁農村青年學校，增設一年制研究科一班。
- 1936年7月：易校名為新豐青年學校。
- 1939年8月：再改稱為新豐國民學校。
- 1941年4月：廢止二年制本科及一年制研究科，改設三年制本科，校名改稱為新豐專修農業學校。
- 1945年：臺灣戰後時期，校名更改為臺南縣立新豐初級農業學校，設置三年制初農。
- 1953年：開始招收女生，成立童軍團。
- 1956年8月：停招初農學生，改制為五年制完全農校，改校名為臺南縣立新豐農業職業學校，招收五年制農職，至47學年度初農部學生先後畢業而結束，而五年制農職則增至11班。
- 1963年：五年制農職分設家事科及綜合農業科。
- 1964年8月：奉准增設高農部，招收高農製造科一班，並增建格致樓及教職員宿舍。
- 1965年：五年制農校分科，除原設綜合農業及家事科外，增設製造科、農藝科各一班。
- 1968年8月1日，政府實施九年國民教育，改稱為臺灣省立新豐高級中學，停招五年制農職學生，設置高中部，接辦「臺南縣立新豐中學」原有高中學生4班，並增設高農綜合農業科，使高中部與高農部平衡發展，成為完整的綜合中學。
- 1972年：停招高農部學生，改為普通高級中學，原有高農部學生至62學年度畢業後結束。建科學館。足球隊訪問日、韓。
- 1994年：獲全國青年杯足球賽冠軍，代表中華台北參加亞青杯。
- 1995年：獲全國中等學校運動會高女羽球冠軍及1995年義大利蒂拉摩國際手球分齡賽17歲組冠軍。體育館完工。
- 1996年：行政大樓、科教中心完工。全國高中足球競賽獲冠軍。參與劃時代之綜合高中課程實驗，為全國19所試辦學校之一（成大附中未及招生），設學術導向及資訊應用、商業服學程及廣告設計三個職業導向學程。
- 1999年：綜合專科大樓（宏碁館、水龍館）完工。庭園景觀工程完工。設補校（後改名進修學校）。
- 2000年2月1日：改制為國立新豐高級中學。榮獲教育部89學年度評選為體育績優學校。榮獲2000年全國中等學校運動會高男組羽球冠軍、金聖明獲高男單打冠軍。
- 2001年：林欣淳同學獲全國中等學校運動會高女組跆拳道雛量級金牌。榮獲2001年亞青杯羽球賽男子團體亞軍。
- 2005年：93年度綜合高中諮詢輔導專案實地訪視，獲教育部評定為優等學校。
- 2010年：與長榮大學簽訂策略聯盟。
- 2014年：本校獲教育部國民及學前教育署獎勵102年度推行童軍教育「高級中等學校績優學校」，陳勇延校長代表學校赴總統府晉見馬英九總統(兼童軍總會會長)、童軍團總團長胡智雄亦獲得教育部國民及學前教育署獎勵102年度推行童軍教育「績優個人」，本校同時抱回國教署績優童軍二項大獎肯定。
- 2016年：國立新豐高級中學附設進修學校變更為國立新豐高中進修部。與韓國白石大學締結姊妹校。
- 2017年：本校圖書館主任兼童軍團行義團長鄭尚穎獲得教育部國民及學前教育署獎勵105年度推行童軍教育「績優個人」肯定。

## 歷任校長
- 第1任（1929年）：香曾我部吉治校長
- 第2任（1930年至1934年）：仲谷幹雄校長
- 第3任（1934年至1936年）：近藤賢司校長
- 第4任（1937年至1939年）：伊良皆高要校長
- 第5任（1940年至1943年）：伊良皆高要校長
- 第6任（1944年至1945年）：阿部雄維之助校長
- 第7任（1945年12月至1946年10月）：佘石陵校長
- 第8任（1946年11月至1947年1月）：陳福星校長
- 第9任（1948年2月至1950年8月）：郭水龍校長
- 第10任（1950年9月至1952年7月）：蔡大港校長
- 第11任（1952年8月至1965年7月）：黃為業校長
- 第12任（1965年9月至1982年2月）：許溢明校長
- 第13任（1982年2月至1991年1月）：郭若愚校長
- 第14任（1991年2月至1993年1月）：何明堂校長
- 第15任（1993年2月至2001年1月）：王增築校長
- 第16任（2001年2月至2008年7月）：王榮發校長
- 第17任（2008年8月至2010年7月）：蕭惠蘭校長
- 第18任（2010年8月至2016年7月）：陳勇延校長
- 第19任（2016年8月至2020年7月）：陳惠珍校長
- 第20任（2020年8月至今）：楊榮仁校長

## 足球隊
新豐高中為南台灣的高中足球隊伍，早年為高中足球聯賽、全國青年盃、全國中等學校運動會足球賽等大賽四、六、八名的隊伍。

### 榮譽
- 高中足球聯賽
  - 第六名: 2006、2008

- 全國中等學校運動會足球賽
  - 第四名: 2020
  - 第四名: 2019
  - 第八名: 2006